# Backbencher
Een backbencher (achterbanklid) is een parlementslid dat geen bijzondere verantwoordelijkheid draagt, zoals het ministerschap (in parlementaire democratieën waarin ministers lid blijven van het Parlement), de positie van schaduwminister als het een lid van de oppositie betreft, het voorzitterschap van een politieke fractie of het voorzitterschap van een (belangrijke) parlementaire commissie.
De politici uit deze categorieën worden wel frontbenchers genoemd.
De term backbencher verwijst naar de achterste banken, waar deze parlementsleden meestal plaatsnemen. Dat is in het bijzonder zo in het Britse Parlement, waar dit woord is ontstaan. Ministers van de meerderheid en schaduwministers van de oppositie zitten er immers vooraan, tegenover elkaar. Een backbencher kan een nieuw verkozen parlementslid zijn, aan wie nog geen hoge verantwoordelijkheid is toebedeeld. Het kan ook gaan om een voormalig minister die uit de regering is verdwenen.
Backbenchers hebben individueel meestal niet veel invloed op het regeringsbeleid. Zij verzekeren vooral een democratisch contact met hun achterban. Collectief kunnen ze daardoor wel een sterke invloed uitoefenen, wanneer bepaalde beleidsopties niet goed vallen bij de publieke opinie. Historisch zijn er voorbeelden van backbenchers, die met hun politieke actie een regering ten val brachten, zoals Jan Verroken (CVP) dat op 6 februari 1968 deed in de Kamer van volksvertegenwoordigers in België: zijn interpellatie over de overheveling van het Franstalig deel van de KU Leuven naar Wallonië leidde tot het ontslag van de regering-Vanden Boeynants I.